# گروهبان بیلکو
گروهبان بیلکو (به انگلیسی: Sgt. Bilko) فیلمی محصول سال ۱۹۹۶ و به کارگردانی جاناتان لین است. در این فیلم بازیگرانی همچون استیو مارتین، دن اکروید، فیل هارتمن، گلن هدلی، جان مارشال جونز، پاملا ادلون، آستین پندلتن، کریس راک، استیو پارک، دبرا جو روپ، ریچارد هرد، جان اورتیز، مکس کاسلا، درل میچل و میچل وایتفیلد ایفای نقش کرده‌اند.